# Hieracium etheirodes
Hieracium etheirodes es una especie de planta con flor del género Hieracium, de la familia Asteraceae, orden Asterales.

## Distribución
Hieracium etheirodes se distribuye por Noruega.

## Taxonomía
Fue descrita científicamente por Omang. Fue publicada en Bergens Mus. Årbog (Årbok).